# Kasteel Hurpesch

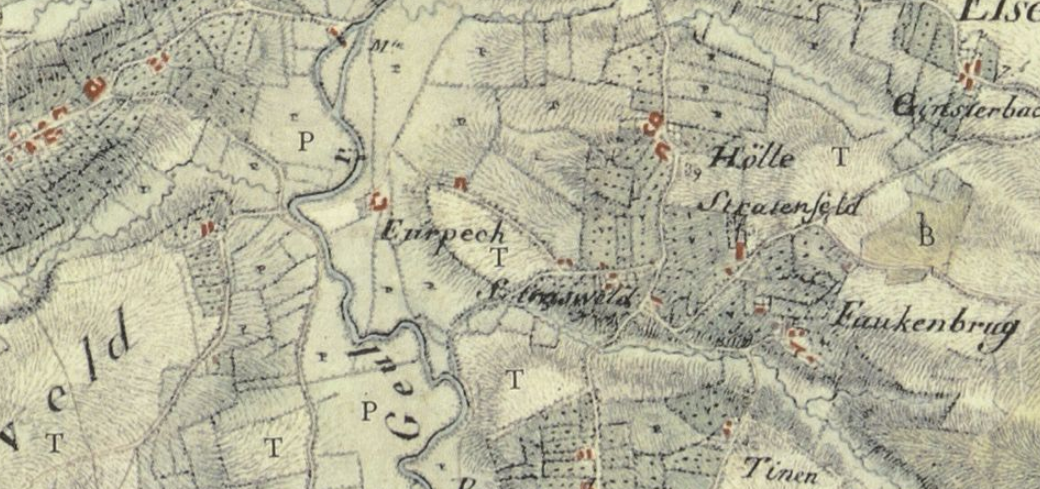
Hoeve Hurpesch op Tranchotkaart uit 19e eeuw

Kasteel Hurpesch was een kasteel of versterkt huis bij Hurpesch in de gemeente Gulpen-Wittem in de Nederlandse provincie Limburg. Het kasteel lag tussen Mechelen en Epen op de rechteroever (oostoever) van de Geul vlak bij de plaats waar de Klitserbeek in de Geul uitmondt.
Tegenwoordig staat er op deze plaats een langgerekt vakwerkpand met tweelichtvensters. Aan dit vakwerkpand staat evenwijdig een losse vakwerkschuur en vakhuis. Dit geheel is een rijksmonument.
Ongeveer 400 meter naar het noordwesten staat er op de Geul de Bovenste Molen.

## Geschiedenis
In 1325 werd het kasteel genoemd als leengoed van de hertog van Brabant, waarbij Gilles van Horpesch het in bezit had. Zijn afstammelingen bleven tot circa 1500 in het bezit ervan.
In de 16e eeuw was de familie Van Horpusch eigenaar van het goed.
In de twee eeuwen daarna waren de families Van de Hove tot Berlieren, Von Berchem, Van Veucht en De Ben eigenaren.
In de 18e en 19e eeuw werd de huidige vakwerkhoeve gebouwd. Op de Tranchotkaart uit het begin van de 19e eeuw werd deze als grotendeels gesloten hoeve afgebeeld.
In 1993 voerde men archeologisch onderzoek uit op het terrein rond de boerderij, waarbij vastgesteld werd dat deze op een vrijwel rond eiland lag met een doorsnede van ongeveer 50 meter. Rondom dit eiland lag er een gracht met een diepte van één tot 1,6 meter en een doorsnede van 10 meter breed aan de noordzijde en de oostzijde, en 40 meter breed aan de zuidzijde en zuidwestzijde. De gracht rond het kasteel werd in het zuidoosten gevoed door de Klitserbeek. Het oorspronkelijke kasteel heeft zeer waarschijnlijk op het zuidelijk deel van het eiland gelegen. De boerderij is dan de voortzetting van de voorburcht en de toegang tot het kasteel zou aan de noordzijde gelegen hebben.

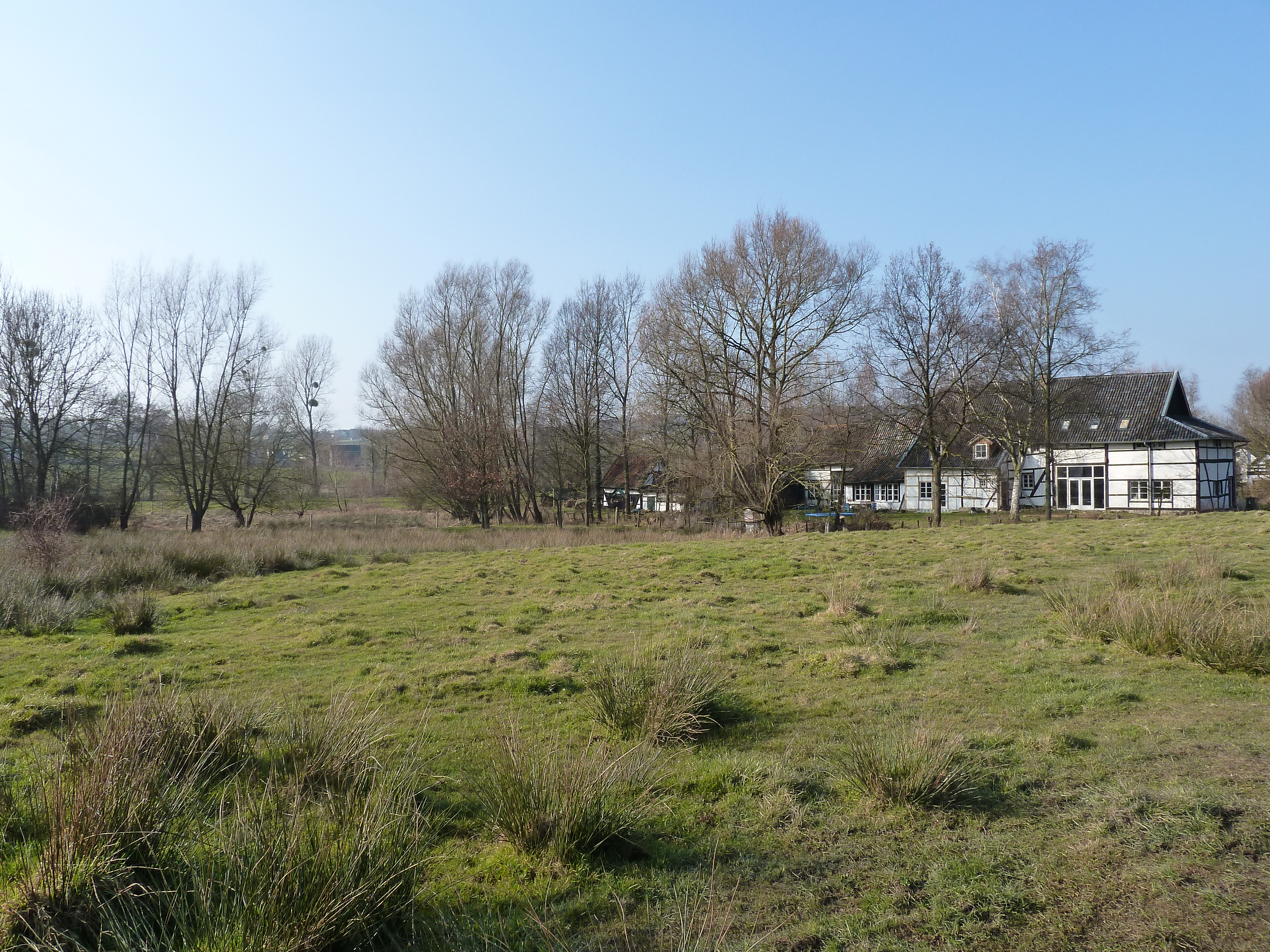
Brede gracht ten zuiden van het eiland is duidelijk zichtbaar
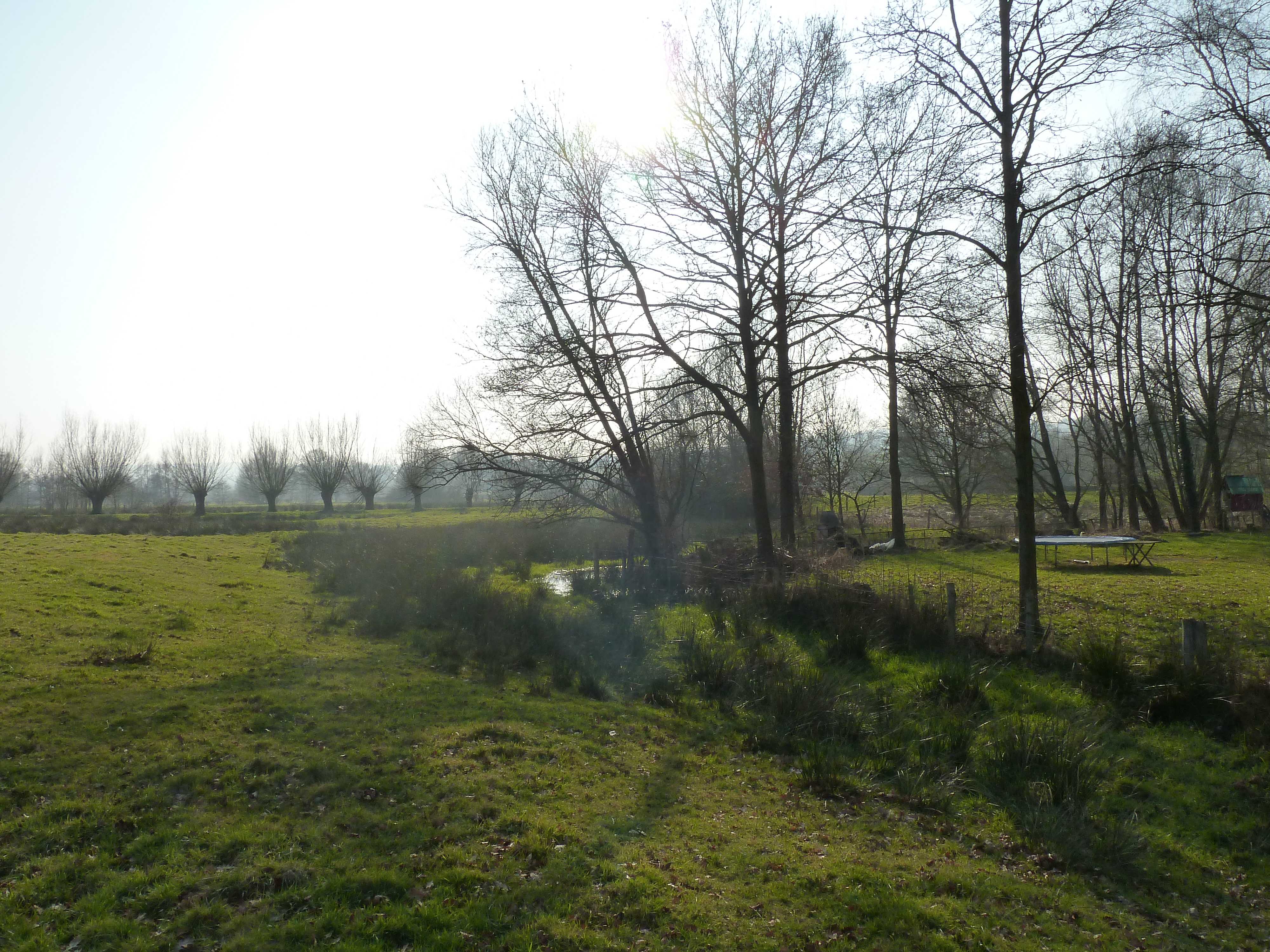
Gracht aan oostzijde
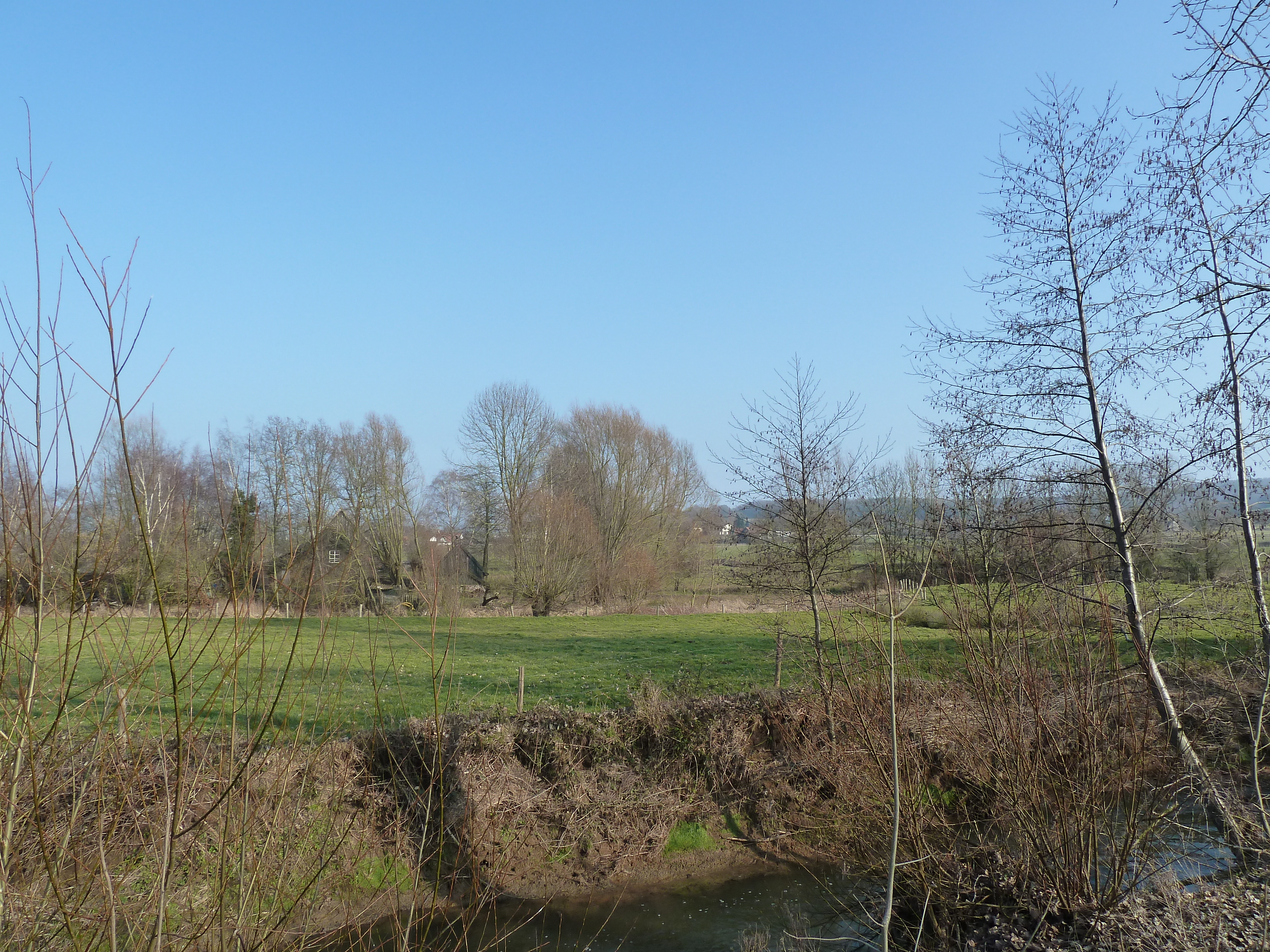
Brede gracht gezien vanuit het westen, te zien rechts van bomen

Gracht Burggraaf · Kasteel Cartils ·  Kasteel Eys · Kasteel Goedenraad · Kasteel Groenendaal/Ophem · Kasteel Hurpesch · Kasteel Karsveld · Kasteel Neubourg · Kasteel Nijswiller · Kasteel Wijlre · Kasteel Wittem
Aerwinkel · Kasteel Afferden · Aldt Huys · Aldenborgh · Kasteel Aldenghoor · Aldenhoven · Alte Burg · Kasteel Amstenrade · Slot Annendael · Kasteel Arcen · Baersdonck · Bakvliet · Baronsberg · Baxhof · Beegden ·  Benzenrade · Kasteel De Berckt · Kasteel Bethlehem · Beusdaelshof · Binsfeld · Huis Blankenberg · Kasteel Bleijenbeek · Blitterswijck · Boerlo · Bolberg · Bollenberg · Kasteel De Bongard · Borggraaf · Kasteel d'Erp · Kasteel Borggraaf · Kasteel Borgharen · Kasteel Born · Huis Bree · Breust · Kasteel Broekhuizen · Broekhuizen · Gracht Burggraaf · Kasteel De Burght · Kasteel Cartils · Cloppenburg (Oost-Maarland) · Kasteel Cortenbach · Huis De Dael · Dammerscheid · Kasteel De Bockenhof · De Donck (Sevenum) · De Donck (Swolgen) · De Dorth ·  Huis ten Dijcken · Kasteel Doenrade · De Doom · Douve · Douvenrade · De Dries · Kasteel Erenstein · Kasteel Eijsden · Eijsden · Einrade · Kasteel Elsloo · Ensenbroek · Eperhuis · Etzenraderhuuske · Exaten · Kasteel Eijckholt · Kasteel Eyckholt · Eys · Gastendonck · Kasteel Genbroek · Gebroken Slot · Kasteel Geijsteren · Kasteel Op Genhoes · Kasteel Genhoes · Genneperhuis · Kasteel Het Geudje · Kasteel Geulle · Kasteel Geusselt · Geijsteren · Gen Heck · Ghoor · Kasteel Goedenraad · Kasteel Grasbroek · Kasteel Groenendaal · Groethof · Groot Paarlo · Kasteel van Gronsveld · De Gun ·Kasteel Haeren · Kasteel Den Halder · Heerlaer · Heeze · Heijen · 's-Herenanstel · Kasteel Hillenraad · Kasteel Hoensbroek · Hoenshuis · Holstrate · Holtmühle · Huize Holtum · Kasteel Horn · De Horst · Huys ter Horst · Ten Hove (Grathem) · Ten Hove (Panningen) · Huis Brias · Huis Darth ·  Kasteel Hurpesch · Kasteel Sint-Jansgeleen · Kasteel Jerusalem · Kasteel Kaldenbroek · Den Kamp · Kasteel Karsveld · Kasteel Keverberg · Klein Paarlo · Klimmender Huuske · De Kolck · Koppelberg · Laar · Landsfort · Kasteel Lemiers · Kasteelruïne Lichtenberg · Kasteel Limbricht · Lonesteyn · Huize Lovendael · Mazenburg · Kasteel van Meerlo · Kasteel Meerssenhoven · Meezenbroek · Kasteel van Mheer · Middelaar · Kasteel Millen · Kasteel Montfort · Movert · Mulrode · De Munt · Château Neercanne · Kasteel Neubourg · Nienghoor · Huis Nierhoven · Kasteel Nieuwenbroeck · Nije Huys · Kasteel Nijenborgh · Kasteel Nijswiller · Nijthuysen · Kasteel Obbicht · Oedenrade · Kasteel Ooijen · Kasteel Oost (Valkenburg) · Kasteel Oost (Oost-Maarland) · Kasteel Ouborg · Overen · Kasteel Passarts-Nieuwenhagen · Prickenis · Prinsenhof · Puth · De Putting · Raath · De Raay · Ravenhof · Kasteel Reijmersbeek · Kasteel van Rijckholt · Kasteel Rivieren · Rodenbroek · Rosendaal · Kasteel Schaesberg · Kasteel Schaloen · Te Scharen · Schenkenburg · Kasteel Scheres · De Spijker (Geijsteren) · De Spijker (Leeuwen) · Huis Severen · Sibberhuuske · Château St. Gerlach · Spraland · Huis De Spyker · Huize Stalberg · Stalberg (Wellerlooi) · De Steeg · Kasteel Stein · Steinhagen · Steenen Huis · Stoel van Swentibold · Strijthagen (Landgraaf) · Strijthagen (Welten) · Struyver · Kasteel Terborgh · Terlinden (Wijnandsrade) · Terveurdt · Ter Weyer · Kasteel Ter Worm · De Tombe · Huis De Torentjes · Triest · Trippaert · Kasteel Vaalsbroek · Kasteel Vaeshartelt · Valkenburg · Vliek · De Vroenhof · Vrijburg · Kasteel Wambach · Warenberg · Well · Weyershof ·  Wijlre · Kasteel Wijnandsrade · Wijnandsrade · Wijnantshof · Wissegracht · Huize Witham · Kasteel Wittem · Wolfrath · Wylre